# Nessbeal
Nessbeal (* 16. August 1978 in Boulogne-Billancourt als Nabil Selhy) ist ein französischer Rapper marokkanischer Herkunft. Im Weiteren ist er auch bekannt unter den Pseudonymen Ness und N.E.2.S.

## Biografie
Nessbeal wurde zwar in Boulogne-Billancourt geboren, verbrachte aber die größte Zeit seiner Kindheit in Villiers-sur-Marne. Als ältestes Kind einer zehnköpfigen Einwandererfamilie lernte er rasch Verantwortung zu übernehmen. 
Seine ersten Erfahrungen als Rapper machte er mit 12 Jahren. Mitte der 90er Jahre gründete er mit Koryas und Zesau die Crew Dicidens, mit welcher er 1997 die erste Single herausbrachte. Durch die Freundschaft zu Booba tauchte die Gruppe um Nessbeal auch an der Seite vom Rap-Duo Lunatic, welchem Booba angehörte, auf. Dies hatte zur Folge, dass die Bekanntheit von Dicidens im Pariser Untergrund rasant zunahm. 
Landesweitem Publikum konnte sich Nessbeal erstmals 2001 präsentieren, als er ein Feature auf Boobas Debütalbum Temps mort gab. Auch die Single Les rues de ma vie zum Film Taxi 3 ließ sein Bekanntheitsgrad weiter empor schnellen. Den endgültigen Durchbruch schaffte er aber im Jahr 2004, als er einerseits auf Boobas Single Baby zu hören ist, andererseits mit Dicidens ein erfolgreiches Album ablieferte. 
Der mittlerweile gefragte Rapper unterschrieb im Anschluss beim Label Nouvelle Donne, bei welchem 2006 sein erstes Soloalbum La mélodie des briques erschien. Aufgrund des großen Erfolgs folgte im Winter desselben Jahres eine limitiere Edition, auf welcher einige neue Tracks zu finden waren. Nach einem weiteren Soundtrack zu Taxi 4 brachte Nessbeal im Frühjahr 2008 sein zweites Album Roi sans couronneraus, welches prompt in die Top 20 der Charts einstieg. Nessbeal ruhte sich aber nicht auf seinem Erfolg aus, sondern veröffentlichte kaum ein Jahr später das nächste Street Album R.S.C. sessions perdues. 

## Diskografie
- 2006: La mélodie des briques
- 2008: Roi sans couronne
- 2009: R.S.C. sessions perdues (Mixtape)
- 2010: Nessbeal Album 2010 (NE2S)
- 2011: Sélection naturelle
- 2022: Zonard des étoiles